# Donna Leon – Beweise, dass es böse ist
Beweise, dass es böse ist ist ein deutscher Fernsehfilm von Sigi Rothemund aus dem Jahr 2005, der auf dem gleichnamigen Roman von Donna Leon basiert. Es handelt sich um den 9. Filmbeitrag der Donna-Leon-Filmreihe.

## Handlung
Commissario Brunetti kommt aus seinem Urlaub zurück und wird von seinen Kollegen zum aktuellen Stand ihrer Arbeit informiert. Während Brunettis Abwesenheit wurde Maria Grazia Battestini, eine reiche Witwe, ermordet. Da man Florinda, die rumänische Putzfrau, für die Täterin hielt, hatte Vice-Questore Patta den Fall für abgeschlossen erklärt. Brunetti ist sich da nicht so sicher, denn es meldet sich Assunta Gismondi, eine Nachbarin der Witwe, die der Putzfrau ein Alibi gibt. Dies nützt der armen Frau zwar nichts mehr, denn sie war auf der Flucht vor der Polizei tödlich gestürzt. Aber Brunettis Interesse ist geweckt; er möchte den wahren Täter finden. Die Witwe war nicht sehr beliebt und als herrschsüchtig und habgierig bekannt. Nachbarn berichten auch von einem Streit, den sie mit anhören konnten, allerdings hatten sie niemanden gesehen.
Inzwischen reist Gabriel, der Sohn der Putzfrau, an und fordert Gerechtigkeit. Er wendet sich an die Rechtsanwältin Roberta Marieschi, die auch den Nachlass der Witwe Battestini zu regeln hat, deren Nichte Graziella Simionato die Haupterbin des Vermögens ist. Doch nach Brunettis Recherchen sind bereits einen Tag nach dem Mord sämtliche Konten geschlossen und das Geld ins Ausland transferiert worden. Die Nichte weiß davon jedoch nichts. Somit kann nur die Anwältin Marieschi ihre Kontovollmacht missbraucht und das Geld an sich gebracht haben. 
Für Brunetti ist so zwar geklärt, wie das Geld verschwunden ist, aber woher der Reichtum der Witwe kam, ist weiter rätselhaft. Über Jahre sind regelmäßige Einzahlungen auf die Konten nachweisbar, die nicht im Einklang mit dem Gehalt von Signora Battestinis verstorbenem Ehemann stehen, der bei der Schulbehörde gearbeitet hat. Während Brunetti der Klärung dieser Frage nachgeht, erfolgt ein Giftanschlag auf Anwältin Marieschi, die sofort Graziella Simionato beschuldigt. Sie räumt die Attacke ein, die aber nur eine Drohung darstellen sollte; die Anwältin ist schnell wieder auf den Beinen. 
Inzwischen fordert Gabriel noch immer Gerechtigkeit und bedroht Vice-Questore Patta, weil dieser die Untersuchung gegen seine Mutter eingeleitet hatte. Da ein Sergente rechtzeitig eingreifen kann, kommt Patta mit dem Schrecken davon und bestärkt Brunetti nun, in dem Fall weiter zu ermitteln. Als sich der Commissario noch einmal in der Wohnung der Witwe umsehen will, entdeckt er Einbruchspuren und findet einen Brief, den der Eindringling wahrscheinlich gesucht hatte. Dieser belegt, dass der Leiter der Schulbehörde Mauro Trotti seinen Doktortitel illegal erworben hatte. Da Trotti gerade für das Amt eines Staatssekretärs vorgesehen ist, dürfte er von der Witwe diesen Beweis gefordert haben. Sie hatte ihn über lange Jahre mit dem Wissen um seinen falschen Titel erpresst. Brunetti konfrontiert Trotti mit seiner Recherche und dieser räumt ein, die „geldgierige alte Hexe“ erschlagen zu haben, nachdem sie mehr Geld gefordert hatte, was er unmöglich auftreiben konnte.

## Produktionsnotizen
Beweise, dass es böse ist wurde in Venedig gedreht und am 13. Oktober 2005 um 20:15 Uhr auf Das Erste erstausgestrahlt.
Der Film erschien erstmals am 6. November 2006 auf DVD, herausgegeben von Universum Film.

## Kritik
Für das Lexikon des internationalen Films war Donna Leon – Beweise, dass es böse ist ein „solider (Fernseh-)Krimi vor der pittoresken Kulisse Venedigs.“
Rainer Tittelbach von tittelbach.tv urteilte: „Alle Jahre wieder kommt Commissario Brunetti, stets im Herbst, wenn sich hierzulande die Tage neigen und die Sonne sich immer weniger zeigt. Da lässt sich der Zuschauer Venedig gern gefallen. Ein Verbrechen ist da nicht viel mehr als rätselaufgebendes Beiwerk zu einem Milieu, in dem die Familie alles ist und in dem sich der Zuschauer deshalb zuhause fühlt. […] Es sind die Rituale, die Blicke, die Alltagssituationen, die diesem eher durchschnittlichen Krimi Charme verleihen. Doch all diese kleinen Nuancen wären nicht der Rede wert, wenn nicht Uwe Kockisch immer überzeugender den Commissario Brunetti geben würde.“
Die Kritiker der Fernsehzeitschrift TV Spielfilm vergaben die bestmögliche Wertung (Daumen nach oben) und meinten, der Regisseur verleihe dieser Folge „Witz, Esprit und ein bisschen „Amore““. Als Gesamtfazit zogen sie „Erstaunlich: Brunetti endlich mal ‚al dente‘!“
Fabian Böhme bei Quotenmeter.de bemerkte: „Das Drehbuch ist mehr als gelungen. Die Story ist undurchsichtig, selbst der abwegigste Gedanke wird nach ein paar Minuten zerschlagen. Der Zuschauer findet kein Durchkommen im Verlauf der Geschichte, man weiß erst, wer der Mörder ist, wenn es am Ende aufgelöst wird. Ein Leckerbissen sind die Dialoge: Charmant, humorvoll und vor allem nicht überflüssig. Mit Witz und Situationskomik lässt sich der Zuschauer in den 90 Minuten nebenbei gut unterhalten. Besonders erfolgreich ist die Großmutter Brunetti gelungen: Ihre Anekdoten aus ihrer Jugend, ihre lockeren Sprüche und ihre Mimik ist mehr als amüsant.“ Als Minuspunkt wertet er die verwendeten Namen, die „durchweg kompliziert“ sind und sich auch sehr ähneln. „Man kommt durcheinander, weiß nicht mehr, von wem gerade geredet wird. Das macht das Zusehen nicht gerade entspannend. “